# Campionato europeo maschile di pallacanestro Under-20 2022
Il 23º Campionato Europeo maschile Under-20 di Pallacanestro FIBA (noto anche come FIBA EuroBasket Under-20 2022) si è svolto a Podgorica, in Montenegro, dal 16 al 24 luglio 2022.

## Squadre partecipanti
- Belgio
- Croazia
- Rep. Ceca
- Francia

- Germania
- Israele
- Grecia
- Italia

- Lituania
- Montenegro
- Portogallo
- Polonia

- Slovenia
- Spagna
- Turchia
- Ucraina

## Prima Fase
Le 16 squadre sono state divise in 4 gruppi di 4. In base al piazzamento al termine della fase a girone, tutte le squadre partecipano alla seconda fase ad eliminazione diretta.

### Gruppo A
| Team        | Pt | V - P | PF - PS   | +/- |
| ----------- | -- | ----- | --------- | --- |
| 1. Francia  | 5  | 2 - 1 | 225 - 204 | +21 |
| 2. Belgio   | 5  | 2 - 1 | 217 - 225 | -8  |
| 3. Croazia  | 4  | 1 - 2 | 217 - 226 | -9  |
| 4. Slovenia | 4  | 1 - 2 | 212 - 216 | -4  |

| Podgorica 16 luglio 2022 | Croazia | 65 – 76 (11-23, 24-39, 46-57) referto | Francia |  |

| Podgorica 16 luglio 2022 | Belgio | 76 – 64 (11-29, 28-38, 49-48) referto | Slovenia |  |

| Podgorica 17 luglio 2022 | Slovenia | 74 – 77 (12-17, 36-32, 49-53) referto | Croazia |  |

| Podgorica 17 luglio 2022 | Francia | 86 – 65 (23-13, 46-29, 68-44) referto | Belgio |  |

| Podgorica 18 luglio 2022 | Slovenia | 74 – 63 (20-15, 31-36, 55-47) referto | Francia |  |

| Podgorica 18 luglio 2022 | Croazia | 75 – 76 (23-17, 40-37, 54-54) referto | Belgio |  |

### Gruppo B
| Team          | Pt | V - P | PF - PS   | +/- |
| ------------- | -- | ----- | --------- | --- |
| 1. Israele    | 5  | 2 - 1 | 238 - 237 | +1  |
| 2. Italia     | 5  | 2 - 1 | 242 - 228 | +14 |
| 3. Grecia     | 4  | 1 - 2 | 234 - 214 | +20 |
| 4. Portogallo | 4  | 1 - 2 | 213 - 248 | -35 |

| Podgorica 16 luglio 2022 | Grecia | 65 – 69 (12-25, 35-42, 49-55) referto | Israele |  |

| Podgorica 16 luglio 2022 | Portogallo | 67 – 71 (10-22, 27-37, 48-57) referto | Italia |  |

| Podgorica 17 luglio 2022 | Israele | 86 – 90 (d.t.s.) (29-11, 40-39, 57-57, 76-76) referto | Portogallo |  |

| Podgorica 17 luglio 2022 | Italia | 89 – 78 (15-21, 38-41, 63-60) referto | Grecia |  |

| Podgorica 18 luglio 2022 | Grecia | 91 – 56 (15-24, 41-36, 68-49) referto | Portogallo |  |

| Podgorica 18 luglio 2022 | Italia | 82 – 83 (d.t.s.) (18-15, 43-41, 56-56, 73-73) referto | Israele |  |

### Gruppo C
| Team         | Pt | V - P | PF - PS   | +/- |
| ------------ | -- | ----- | --------- | --- |
| 1. Spagna    | 6  | 3 - 0 | 252 - 194 | +58 |
| 2. Lituania  | 4  | 1 - 2 | 242 - 212 | +30 |
| 3. Ucraina   | 4  | 1 - 2 | 215 - 256 | -41 |
| 4. Rep. Ceca | 4  | 1 - 2 | 235 - 282 | -47 |

| Podgorica 16 luglio 2022 | Rep. Ceca | 98 – 86 (21-19, 45-36, 61-55, 80-80) referto | Ucraina |  |

| Podgorica 16 luglio 2022 | Lituania | 65 – 75 (18-17, 31-35, 48-52) referto | Spagna |  |

| Podgorica 17 luglio 2022 | Spagna | 88 – 71 (d.t.s.) (26-14, 46-41, 70-58) referto | Rep. Ceca |  |

| Podgorica 17 luglio 2022 | Ucraina | 71 – 69 (14-17, 32-32, 46-50) referto | Lituania |  |

| Podgorica 18 luglio 2022 | Ucraina | 58 – 89 (17-22, 31-52, 43-72) referto | Spagna |  |

| Podgorica 18 luglio 2022 | Lituania | 108 – 66 (d.t.s.) (37-13, 63-33, 93-52) referto | Rep. Ceca |  |

### Gruppo D
| Team          | Pt | V - P | PF - PS   | +/- |
| ------------- | -- | ----- | --------- | --- |
| 1. Montenegro | 5  | 2 - 1 | 215 - 225 | -10 |
| 2. Turchia    | 5  | 2 - 1 | 190 - 195 | -5  |
| 3. Germania   | 4  | 1 - 2 | 213 - 211 | +2  |
| 4. Polonia    | 4  | 1 - 2 | 205 - 192 | +13 |

| Podgorica 16 luglio 2022 | Turchia | 66 – 65 (17-11, 33-25, 55-42) referto | Germania |  |

| Podgorica 16 luglio 2022 | Polonia | 83 – 62 (37-18, 50-26, 64-38) referto | Montenegro |  |

| Podgorica 17 luglio 2022 | Germania | 76 – 69 (22-17, 39-31, 52-54) referto | Polonia |  |

| Podgorica 17 luglio 2022 | Montenegro | 77 – 70 (14-13, 45-30, 60-54) referto | Turchia |  |

| Podgorica 18 luglio 2022 | Turchia | 54 – 53 (16-16, 34-29, 45-43) referto | Polonia |  |

| Podgorica 18 luglio 2022 | Montenegro | 76 – 72 (9-17, 32-35, 54-59) referto | Germania |  |

## Fase a eliminazione diretta

### Tabellone principale
|  | Ottavi di finale | Ottavi di finale |           |    | Quarti di finale          | Quarti di finale          |           |           | Semifinali | Semifinali |  |  | Finale | Finale |
|  |                  |                  |           |    |                           |                           |           |           |            |            |  |  |        |        |
|  | 20 luglio        |                  |           |    |                           |                           |           |           |            |            |  |  |        |        |
|  |                  |                  |           |    |                           |                           |           |           |            |            |  |  |        |        |
|  | Francia          | 54               |           |    |                           |                           |           |           |            |            |  |  |        |        |
|  | Francia          | 54               | 21 luglio |    |                           |                           |           |           |            |            |  |  |        |        |
|  | Portogallo       | 41               |           |    |                           |                           |           |           |            |            |  |  |        |        |
|  | Portogallo       | 41               | Francia   | 79 |                           |                           |           |           |            |            |  |  |        |        |
|  | 20 luglio        |                  | Francia   | 79 |                           |                           |           |           |            |            |  |  |        |        |
|  |                  | Lituania         | 89        |    |                           |                           |           |           |            |            |  |  |        |        |
|  | Lituania         | Lituania         | 89        | 75 |                           |                           |           |           |            |            |  |  |        |        |
|  | Lituania         |                  | 23 luglio | 75 |                           |                           |           |           |            |            |  |  |        |        |
|  | Germania         | 70               |           |    |                           |                           |           |           |            |            |  |  |        |        |
|  | Germania         | 70               | Lituania  | 67 |                           |                           |           |           |            |            |  |  |        |        |
|  | 20 luglio        |                  | Lituania  | 67 |                           |                           |           |           |            |            |  |  |        |        |
|  |                  | Montenegro       | 63        |    |                           |                           |           |           |            |            |  |  |        |        |
|  | Italia           | Montenegro       | 63        | 72 |                           |                           |           |           |            |            |  |  |        |        |
|  | Italia           | 21 luglio        |           | 72 |                           |                           |           |           |            |            |  |  |        |        |
|  | Croazia          | 88               |           |    |                           |                           |           |           |            |            |  |  |        |        |
|  | Croazia          | 88               | Croazia   | 67 |                           |                           |           |           |            |            |  |  |        |        |
|  | 20 luglio        |                  | Croazia   | 67 |                           |                           |           |           |            |            |  |  |        |        |
|  |                  | Montenegro       | 89        |    |                           |                           |           |           |            |            |  |  |        |        |
|  | Montenegro       | Montenegro       | 89        | 80 |                           |                           |           |           |            |            |  |  |        |        |
|  | Montenegro       |                  | 24 luglio | 80 |                           |                           |           |           |            |            |  |  |        |        |
|  | Rep. Ceca        | 78               |           |    |                           |                           |           |           |            |            |  |  |        |        |
|  | Rep. Ceca        | 78               | Lituania  | 61 |                           |                           |           |           |            |            |  |  |        |        |
|  | 20 luglio        |                  | Lituania  | 61 |                           |                           |           |           |            |            |  |  |        |        |
|  |                  | Spagna           | 69        |    |                           |                           |           |           |            |            |  |  |        |        |
|  | Israele          | Spagna           | 69        | 77 |                           |                           |           |           |            |            |  |  |        |        |
|  | Israele          | 21 luglio        |           | 77 |                           |                           |           |           |            |            |  |  |        |        |
|  | Slovenia         | 60               |           |    |                           |                           |           |           |            |            |  |  |        |        |
|  | Slovenia         | 60               | Israele   | 82 |                           |                           |           |           |            |            |  |  |        |        |
|  | 20 luglio        |                  | Israele   | 82 |                           |                           |           |           |            |            |  |  |        |        |
|  |                  | Turchia          | 73        |    |                           |                           |           |           |            |            |  |  |        |        |
|  | Turchia          | Turchia          | 73        | 72 |                           |                           |           |           |            |            |  |  |        |        |
|  | Turchia          |                  | 23 luglio | 72 |                           |                           |           |           |            |            |  |  |        |        |
|  | Ucraina          | 56               |           |    |                           |                           |           |           |            |            |  |  |        |        |
|  | Ucraina          | 56               | Israele   | 75 |                           |                           |           |           |            |            |  |  |        |        |
|  | 20 luglio        |                  | Israele   | 75 |                           |                           |           |           |            |            |  |  |        |        |
|  |                  | Spagna           | 84        |    | Finale per il terzo posto | Finale per il terzo posto |           |           |            |            |  |  |        |        |
|  | Belgio           | Spagna           | 84        | 87 | Finale per il terzo posto | Finale per il terzo posto |           |           |            |            |  |  |        |        |
|  | Belgio           | 21 luglio        | 21 luglio | 87 |                           |                           | 24 luglio | 24 luglio |            |            |  |  |        |        |
|  | Grecia           | 21 luglio        | 21 luglio | 72 |                           |                           | 24 luglio | 24 luglio |            |            |  |  |        |        |
|  | Grecia           | Belgio           | 71        | 72 | Montenegro                | 86                        |           |           |            |            |  |  |        |        |
|  | 20 luglio        | Belgio           | 71        |    | Montenegro                | 86                        |           |           |            |            |  |  |        |        |
|  |                  | Spagna           | 95        |    | Israele                   | 77                        |           |           |            |            |  |  |        |        |
|  | Spagna           | Spagna           | 95        | 83 | Israele                   | 77                        |           |           |            |            |  |  |        |        |
|  | Spagna           |                  |           | 83 |                           |                           |           |           |            |            |  |  |        |        |
|  | Polonia          | 60               |           |    |                           |                           |           |           |            |            |  |  |        |        |
|  | Polonia          | 60               |           |    |                           |                           |           |           |            |            |  |  |        |        |

### Tabellone per il 5º posto
|  | Semifinali 5º/8º posto | Semifinali 5º/8º posto | Semifinali 5º/8º posto |         |         | Finale 5º posto | Finale 5º posto | Finale 5º posto |  |
|  |                        |                        |                        |         |         |                 |                 |                 |  |
|  | Francia                | Francia                | 83                     |         |         |                 |                 |                 |  |
|  | Francia                | Francia                | 83                     |         |         |                 |                 |                 |  |
|  | Lituania               | Lituania               | 71                     |         |         |                 |                 |                 |  |
|  | Lituania               | Lituania               | 71                     |         | Francia | Francia         | 84              |                 |  |
|  |                        |                        |                        |         | Francia | Francia         | 84              |                 |  |
|  |                        |                        | Turchia                | Turchia | 65      |                 |                 |                 |  |
|  | Turchia                | Turchia                | Turchia                | Turchia | 65      | 78              |                 |                 |  |
|  | Turchia                | Turchia                |                        |         |         | 78              |                 |                 |  |
|  | Belgio                 | Belgio                 | 75                     |         |         | Finale 7º posto | Finale 7º posto | Finale 7º posto |  |
|  | Belgio                 | Belgio                 | 75                     |         |         |                 |                 |                 |  |
|  |                        |                        |                        |         |         |                 |                 |                 |  |
|  |                        |                        |                        |         |         | Croazia         | Croazia         | 93              |  |
|  |                        |                        |                        |         |         | Croazia         | Croazia         | 93              |  |
|  |                        |                        |                        |         |         | Belgio          | Belgio          | 77              |  |

### Tabellone dal 9º al 16º posto
|  | Quarti di finale 9º/16º posto | Quarti di finale 9º/16º posto |           |        | Semifinali 9º/12º posto | Semifinali 9º/12º posto |  |  | Finale 9º posto | Finale 9º posto |
|  |                               |                               |           |        |                         |                         |  |  |                 |                 |
|  | 21 luglio                     |                               |           |        |                         |                         |  |  |                 |                 |
|  |                               |                               |           |        |                         |                         |  |  |                 |                 |
|  | Germania                      | 86                            |           |        |                         |                         |  |  |                 |                 |
|  | Germania                      | 86                            | 23 luglio |        |                         |                         |  |  |                 |                 |
|  | Portogallo                    | 60                            |           |        |                         |                         |  |  |                 |                 |
|  | Portogallo                    | 60                            | Germania  | 59     |                         |                         |  |  |                 |                 |
|  | 21 luglio                     |                               | Germania  | 59     |                         |                         |  |  |                 |                 |
|  |                               | Italia                        | 67        |        |                         |                         |  |  |                 |                 |
|  | Italia                        | Italia                        | 67        | 71     |                         |                         |  |  |                 |                 |
|  | Italia                        |                               | 24 luglio | 71     |                         |                         |  |  |                 |                 |
|  | Rep. Ceca                     | 70                            |           |        |                         |                         |  |  |                 |                 |
|  | Rep. Ceca                     | 70                            | Italia    | 81     |                         |                         |  |  |                 |                 |
|  | 21 luglio                     |                               | Italia    | 81     |                         |                         |  |  |                 |                 |
|  |                               | Slovenia                      | 78        |        |                         |                         |  |  |                 |                 |
|  | Slovenia                      | Slovenia                      | 78        | 86     |                         |                         |  |  |                 |                 |
|  | Slovenia                      | 23 luglio                     |           | 86     |                         |                         |  |  |                 |                 |
|  | Ucraina                       | 81                            |           |        |                         |                         |  |  |                 |                 |
|  | Ucraina                       | 81                            | Slovenia  | 87     | Finale 11º posto        | Finale 11º posto        |  |  |                 |                 |
|  | 21 luglio                     |                               | Slovenia  | 87     | Finale 11º posto        | Finale 11º posto        |  |  |                 |                 |
|  |                               | Grecia                        | 79        |        |                         |                         |  |  |                 |                 |
|  | Grecia                        | Grecia                        | 79        | 82     | Germania                | 83                      |  |  |                 |                 |
|  | Grecia                        |                               |           | 82     | Germania                | 83                      |  |  |                 |                 |
|  | Polonia                       | 67                            |           | Grecia | 68                      |                         |  |  |                 |                 |
|  | Polonia                       | 67                            |           |        | 68                      |                         |  |  |                 |                 |
|  |                               |                               |           |        |                         |                         |  |  | 24 luglio       |                 |
|  |                               |                               |           |        |                         |                         |  |  |                 |                 |

|  | Semifinali 13º/16º posto | Semifinali 13º/16º posto | Semifinali 13º/16º posto |         |            | Finale 13º posto | Finale 13º posto | Finale 13º posto |  |
|  |                          |                          |                          |         |            |                  |                  |                  |  |
|  | Portogallo               | Portogallo               | 82                       |         |            |                  |                  |                  |  |
|  | Portogallo               | Portogallo               | 82                       |         |            |                  |                  |                  |  |
|  | Rep. Ceca                | Rep. Ceca                | 66                       |         |            |                  |                  |                  |  |
|  | Rep. Ceca                | Rep. Ceca                | 66                       |         | Portogallo | Portogallo       | 57               |                  |  |
|  |                          |                          |                          |         | Portogallo | Portogallo       | 57               |                  |  |
|  |                          |                          | Polonia                  | Polonia | 67         |                  |                  |                  |  |
|  | Ucraina                  | Ucraina                  | Polonia                  | Polonia | 67         | 59               |                  |                  |  |
|  | Ucraina                  | Ucraina                  |                          |         |            | 59               |                  |                  |  |
|  | Polonia                  | Polonia                  | 95                       |         |            | Finale 15º posto | Finale 15º posto | Finale 15º posto |  |
|  | Polonia                  | Polonia                  | 95                       |         |            |                  |                  |                  |  |
|  |                          |                          |                          |         |            |                  |                  |                  |  |
|  |                          |                          |                          |         |            | Rep. Ceca        | Rep. Ceca        | 80               |  |
|  |                          |                          |                          |         |            | Rep. Ceca        | Rep. Ceca        | 80               |  |
|  |                          |                          |                          |         |            | Ucraina          | Ucraina          | 61               |  |

### Finale
- 1º-2º posto

| Arbitri: | Wojciech Liszka Anastasios Kardaris Thomas Bissuel |

|                                    |            |                                          |
| Rubštavičius 15 Butka 11 Rubinas 8 | Punti      | 17 Domínguez 13 Caicedo Sanchez 11 Núñez |
| Marčiulionis, Rubinas 4            | Assist     | 4 Jimenez                                |
| Jarusevicius 9                     | Rimbalzi   | 7 Alderete                               |
| Mindaugas Noreika                  | Allenatori | Joaquin Prado                            |

## Classifica finale
| Campione d'Europa | Campione d'Europa | Campione d'Europa | Campione d'Europa |
| --- | ----------------- | --- | ----------------- |
| Spagna under 204 Peñarroya, 5 Núñez, 6 Caicedo, 7 Ferrando, 8 Huguet, 9 Domínguez, 10 Allen, 11 Alderete, 12 Domenech, 14 Jiménez, 15 Díaz, 16 Etxeguren, All. Joaquin Prado |                   | |                   |
| Argento | Lituania          | Lituania under 203 Marčiulionis, 7 Montvila, 10 Stenionis, 11 Budrys, 13 Preibys, 14 Kiudulas, 15 Tamulevicius, 17 Rubštavičius, 18 Pivorius, 21 Jarusevicius, 23 Rubinas, 31 Butka, All. Mindaugas Noreika    |                   |
| Bronzo | Montenegro        | Montenegro under 204 Bogavac, 5 Anđušić, 6 Varajić, 7 Ivanović, 8 Radetić, 9 Kljajević, 11 Vučeljić, 12 Rakočević, 13 Jovanović, 14 Grbović, 17 Žugić, 20 Bulajić, All. Dušan Dubljević                        |                   |
| 4. | Israele           | Israele under 204 Butler Burg, 5 Levin, 6 Paretsky, 10 Gat, 13 Aharoni, 14 Dovrat, 16 Zipper, 19 Agyeyev, 23 Tal, 24 Rinski, 35 Dror, 77 Levy, All. Oren Aharoni                                               |                   |
| 5. | Francia           | Francia under 200 Tchicamboud, 1 Bal, 2 Beaufort, 6 Kamardine, 7 Ouedraogo, 10 Eyango, 13 Dessert, 18 Shahrvin, 23 Mienandi, 25 Frisch, 32 Strazel, 93 Kasiama, All. Frédéric Crapez                           |                   |
| 6. | Turchia           | Turchia under 200 Şen, 3 Yüceoral, 4 Ozcelik, 5 Görener, 6 Çekici, 9 Peksarı, 12 Karalar, 14 Çoban, 17 Öncü, 22 Taşkın, 23 Mutaf, 34 Bona, All. Semh Soguksu                                                   |                   |
| 7. | Croazia           | Croazia under 204 Matić, 5 Svoboda, 6 Kucić, 7 Menalo, 8 Nazor, 9 Pleadin, 10 Buljan, 11 Bošnjak, 12 Klarica, 13 Perkusić, 14 Tomasević, 16 Damjanić, All. Ivan Tomas                                          |                   |
| 8. | Belgio            | Belgio under 201 Pouedet, 3 Tshibangu, 5 Bula-Butupu-Mumbu, 6 Van Buggenhout, 8 Makwa, 9 Mennes, 10 Van Cleemput, 11 De Ridder, 12 Massey, 13 Ledegen, 15 Vermeulen, 16 Pintelon, All. Steven Ibens            |                   |
| 9. | Italia            | Italia under 204 Librizzi, 5 Gallo, 7 Berdini, 8 Castellino, 9 Penè, 10 Casarin, 11 Rashed, 12 Boglio, 15 Bartoli, 16 Vincini, 18 Virginio, 19 Okeke, All. Alessandro Magro                                    |                   |
| 10. | Slovenia          | Slovenia under 204 Čibej, 5 Ščuka, 6 Urbiha, 7 Mirtič, 8 Frelih, 9 Klavžar, 10 Duščak, 11 Ivanković, 12 Daneu, 13 Jurković, 14 Ciani, 15 Sivka, All. Peter Markovinovič                                        |                   |
| 11. | Germania          | Germania under 201 Aydinoglu, 4 Baggette, 5 Böhmer, 6 Schoormann, 7 Rapieque, 8 Samare, 10 Fru, 12 Rataj, 15 Leuchten, 17 Van Slooten, 22 Adekunle, 24 Rödl, All. Mario Dugandzic                              |                   |
| 12. | Grecia            | Grecia under 205 Nikolaidis, 6 Koloveros, 7 Vissariou, 9 Oikonomopoulos, 10 Fillios, 15 Kouroupakis, 16 Omer Netzip Oglou, 21 Tsamis, 26 Kalogiros, 33 Tanoulīs, 72 Mantzoukas, 77 Bazinas, All. Makīs Giatras |                   |
| 13. | Polonia           | Polonia under 201 Pluta, 2 Wiśniewski, 3 Marchewka, 5 Tomaszewski, 6 Kłaczek, 7 Gordon, 8 Czoska, 9 Siewruk, 10 Miličić Jr., 11 Białachowski, 13 Coulibaly, 14 Wińkowski, All. Jacek Winnicki                  |                   |
| Retrocesse in Division B |                   | |                   |
| 14. | Portogallo        | Portogallo under 204 Lanca, 5 Rodrigues, 7 Soares, 8 Monteiro, 9 Silva, 10 Saiote, 11 Parrinha, 12 Cruz, 16 Guedes, 17 Borden, 23 Seixas, 00 Prey, All. Andre Martins                                          |                   |
| 15. | Rep. Ceca         | Rep. Ceca under 202 Hanzlík, 3 Vlk, 6 Švec, 8 Kábrt, 11 Kejval, 14 Husták, 17 Jansà, 18 Vrábel, 23 Micka, 27 Rylich, 32 Bálint, 95 Kheil, All. Lukáš Pivoda                                                    |                   |
| 16. | Ucraina           | Ucraina under 203 Kovliar, 6 kobzystyj, 7 Bublyk, 8 Koshevatskyi, 9 Ivanov, 10 Shymanskyi, 11 Shulga, 12 Ziuba, 18 Ivashov, 21 Zhuravlov, 25 Mitirich, 29 Bryniuk, All. Vitaly Stepanovski                     |                   |

## Statistiche

### Individuali
Punti
| Pos. | Nome                | PPG  |
| ---- | ------------------- | ---- |
| 1    | Mantas Rubštavičius | 19.7 |
| 2    | Maksym Shulga       | 18.3 |
| 3    | Fedor Žugić         | 18.0 |
| 4    | Noam Dovrat         | 17.7 |
| 5    | Andre Cruz          | 17.1 |

Rimbalzi
| Pos. | Nome            | RPG  |
| ---- | --------------- | ---- |
| 1    | Adem Bona       | 10.9 |
| 2    | Tomislav Buljan | 9.9  |
| 3    | Thijs De Ridder | 9.4  |
| 4    | Gilad Levy      | 9.0  |
| 5    | Leonardo Okeke  | 8.7  |

Assist
| Pos. | Nome                  | APG |
| ---- | --------------------- | --- |
| 1    | Vito Kucic            | 6.4 |
| 2    | Amit Aharoni          | 5.3 |
| 3    | Dan Duščak            | 5.1 |
| 4    | Augustas Marčiulionis | 4.9 |
| 5    | Juan Núñez            | 4.9 |

Palle rubate
| Pos. | Nome                  | SPG |
| ---- | --------------------- | --- |
| 1    | Ilias Kamardine       | 2.7 |
| 2    | Augustas Marčiulionis | 2.7 |
| 3    | Sarper David Mutaf    | 2.1 |
| 4    | Omer Netzip Oglou     | 2.1 |
| 5    | Tomislav Buljan       | 2.0 |

Stoppate
| Pos. | Nome                | BPG |
| ---- | ------------------- | --- |
| 1    | Adem Bona           | 2.4 |
| 2    | Enzo Andre Shahrvin | 2.1 |
| 2    | Robert Jurkovic     | 2.1 |
| 4    | Kacper Klaczek      | 1.9 |
| 4    | Leonardo Okeke      | 1.9 |

Fonte: (EN) playerstats, in FIBA/Europe.

## Premi
MVP
- Juan Núñez

Miglior quintetto del torneo
- Juan Núñez
- Fedor Žugić
- Noam Dovrat
- Mantas Rubštavičius
- Adem Bona